# Murtin-et-Bogny
 Murtin-et-Bogny  là một xã ở tỉnh Ardennes, thuộc vùng Grand Est ở phía bắc nước Pháp.